# Olympische Sommerspiele 1984/Leichtathletik – Hammerwurf (Männer)

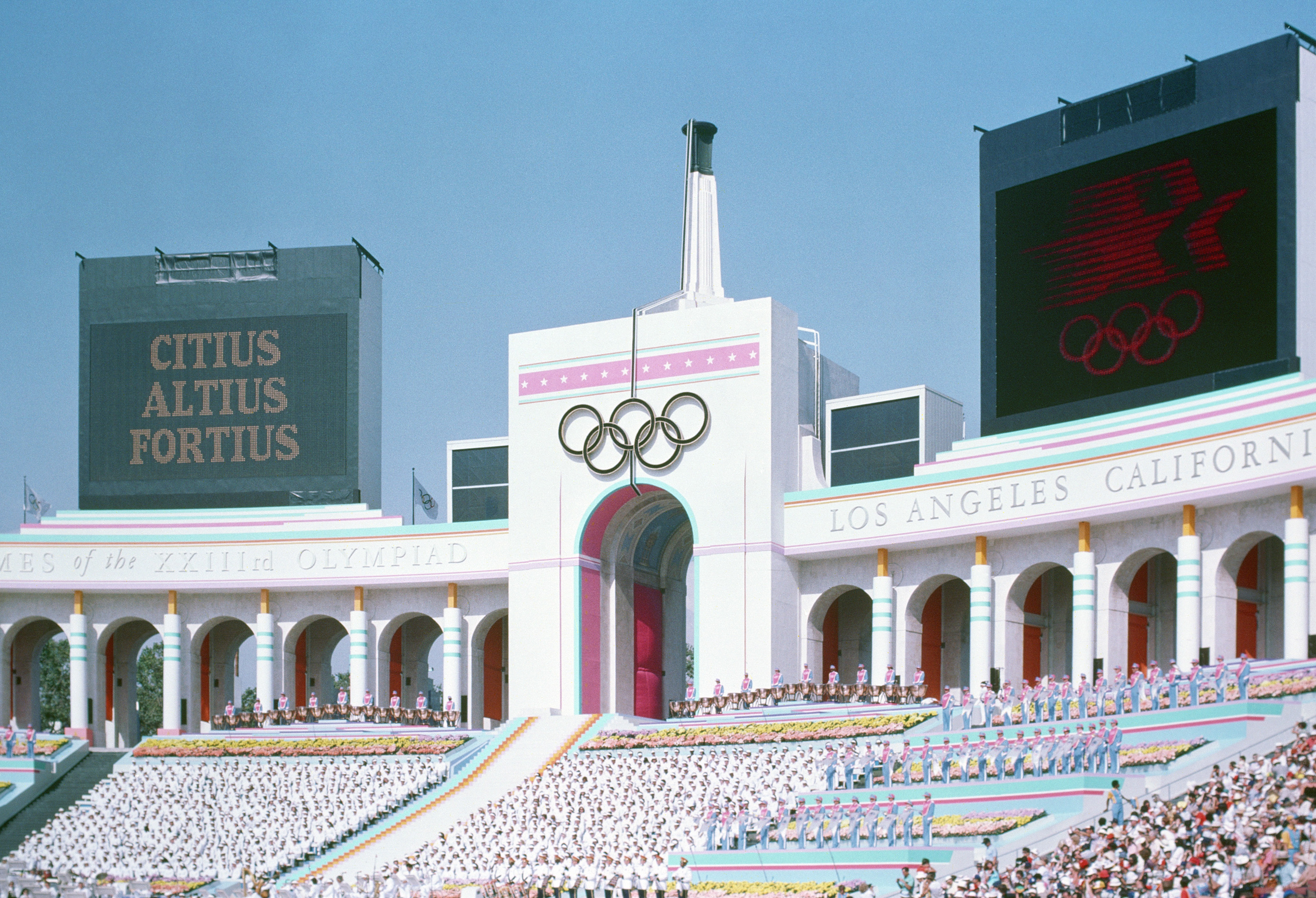
Blick auf des Eingangstor des Los Angeles Memorial Coliseum

Der Hammerwurf der Männer bei den Olympischen Spielen 1984 in Los Angeles wurde am 5. und 6. August 1984 im Los Angeles Memorial Coliseum ausgetragen. 22 Athleten nahmen teil.
Olympiasieger wurde der Finne Juha Tiainen. Er gewann vor Karl-Hans Riehm und Klaus Ploghaus, beide aus der Bundesrepublik Deutschland.
Neben den beiden Medaillengewinnern ging mit Christoph Sahner ein dritter Werfer für die Bundesrepublik Deutschland an den Start. Sahner erreichte das Finale, blieb jedoch nach drei Fehlversuchen ohne gemessene Weite.

Der Österreicher Johann Lindner scheiterte in der Qualifikation.

Werfer aus der Schweiz und Liechtenstein nahmen nicht teil. Athleten aus der DDR waren wegen des Olympiaboykotts ebenfalls nicht dabei.

## Aktuelle Titelträger
| Olympiasieger 1980                      | Jurij Sjedych ( Sowjetunion)      | 81,80 m | Moskau 1980   |
| Weltmeister 1983                        | Sergei Litwinow ( Sowjetunion)    | 82,68 m | Helsinki 1983 |
| Europameister 1982                      | Jurij Sjedych ( Sowjetunion)      | 81,66 m | Athen 1982    |
| Panamerikanischer Meister 1983          | Genovevo Morejón ( Kuba)          | 65,34 m | Caracas 1983  |
| Zentralamerika und Karibik-Meister 1983 | Genovevo Morejón ( Kuba)          | 67,60 m | Havanna 1983  |
| Südamerika-Meister 1983                 | Ivam Bertelli ( Brasilien)        | 61,16 m | Santa Fe 1983 |
| Asienmeister 1983                       | Xie Yingqi ( Volksrepublik China) | 65,78 m | Kuwait 1983   |
| Afrikameister 1982                      | Hisham Fouad Greiss ( Ägypten)    | 60,64 m | Kairo 1982    |

## Bestehende Rekorde
| Weltrekord         | 86,34 m   | Jurij Sjedych ( Sowjetunion) | Cork, Irland                                   | 3. Juli 1984  |
| Olympischer Rekord | 81,80 min | Jurij Sjedych ( Sowjetunion) | Finale OS Moskau, Sowjetunion (heute Russland) | 31. Juli 1980 |

Der bestehende olympische Rekord wurde bei diesen Spielen nicht erreicht. Mit seinen 78,08 m im Finale verfehlte der finnische Olympiasieger Juha Tiainen diesen Rekord um 3,72 m. Zum Weltrekord fehlten ihm 8,26 m.

## Doping
Der Italiener Giampaolo Urlando qualifizierte sich in der Qualifikationsgruppe A für das Finale, an dem er teilnahm und Rang fünf belegte. Später wurde er des Verstoßes gegen die Antidopingbestimmungen mittels Testosteron überführt. Er wurde nachträglich disqualifiziert, sein Resultat wurde gestrichen.

## Legende
Kurze Übersicht zur Bedeutung der Symbolik – so üblicherweise auch in sonstigen Veröffentlichungen verwendet:
| – | verzichtet |
| x | ungültig   |

## Qualifikation
Datum: 5. August 1984
Für die Qualifikation wurden die Athleten in zwei Gruppen gelost. Zehn von ihnen übertrafen die direkte Finalqualifikationsweite von 72,00 m. Damit war die Mindestanzahl von zwölf Finalteilnehmern nicht erreicht, so wurde das Finalfeld mit den nächstbesten Teilnehmern beider Gruppen, den sogenannten Lucky Losern, auf zwölf Wettbewerber aufgefüllt. Für das Erreichen des Finales genügten schließlich 71,38 m. Die direkt qualifizierten Werfer sind hellblau, die Lucky Loser hellgrün unterlegt.

### Gruppe A
| Platz | Name              | Nation         | 1. Versuch | 2. Versuch | 3. Versuch | Weite   | Anmerkung                              |
| ----- | ----------------- | -------------- | ---------- | ---------- | ---------- | ------- | -------------------------------------- |
| 1     | Klaus Ploghaus    | BR Deutschland | 74,68 m    | –          | –          | 74,68 m |                                        |
| 2     | Christoph Sahner  | BR Deutschland | 73,88 m    | –          | –          | 73,88 m |                                        |
| 3     | Juha Tiainen      | Finnland       | 70,86 m    | 72,68 m    | –          | 72,68 m |                                        |
| 4     | Matthew Mileham   | Großbritannien | 71,80 m    | x          | x          | 71,80 m |                                        |
| 5     | Bill Green        | USA            | 71,38 m    | 70,96 m    | 70,80 m    | 71,38 m |                                        |
| 6     | Johann Lindner    | Österreich     | 70,44 m    | 71,28 m    | x          | 71,28 m | eigentlich für das Finale qualifiziert |
| 7     | Jud Logan         | USA            | 71,14 m    | x          | 71,18 m    | 71,18 m |                                        |
| 8     | Declan Hegarty    | Irland         | x          | 70,56 m    | x          | 70,56 m |                                        |
| 9     | Raúl Jimeno       | Spanien        | 66,38 m    | 65,92 m    | 65,86 m    | 66,38 m |                                        |
| 10    | Connor McCullagh  | Irland         | 62,12 m    | 65,56 m    | 65,12 m    | 65,56 m |                                        |
| DOP   | Giampaolo Urlando | Italien        | 72,42 m    | –          | –          | 72,42 m | für das Finale zugelassen              |

### Gruppe B

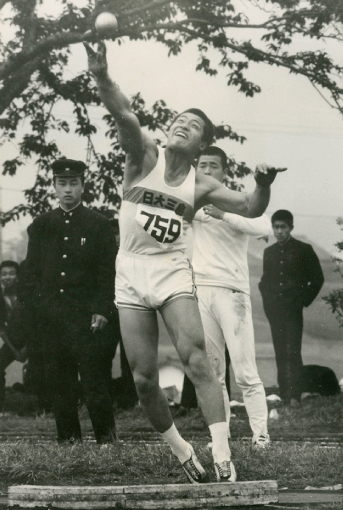
Shigenobu Murofushi (hier beim Kugelstoßen) scheiterte als Siebter seiner Qualifikationsgruppe B

| Platz | Name                | Nation         | 1. Versuch | 2. Versuch | 3. Versuch | Weite   |
| ----- | ------------------- | -------------- | ---------- | ---------- | ---------- | ------- |
| 1     | Karl-Hans Riehm     | BR Deutschland | 75,50 m    | –          | –          | 75,50 m |
| 2     | Orlando Bianchini   | Italien        | 74,02 m    | –          | –          | 74,02 m |
| 3     | Harri Huhtala       | Finnland       | 73,78 m    | –          | –          | 73,78 m |
| 4     | Walter Ciofani      | Frankreich     | 68,80 m    | 73,10 m    | –          | 73,10 m |
| 5     | Robert Weir         | Großbritannien | 71,34 m    | 71,30 m    | 73,04 m    | 73,04 m |
| 6     | Martin Girvan       | Großbritannien | 72,66 m    | –          | –          | 72,66 m |
| 7     | Shigenobu Murofushi | Japan          | 70,92 m    | 70,24 m    | 70,74 m    | 70,92 m |
| 8     | Lucio Serrani       | Italien        | 69,72 m    | 70,64 m    | 69,64 m    | 70,64 m |
| 9     | Hakim Toumi         | Algerien       | 67,68 m    | x          | 65,84 m    | 67,68 m |
| 10    | Ed Burke            | USA            | x          | 67,52 m    | x          | 67,52 m |
| 11    | Tore Johnsen        | Norwegen       | 65,16 m    | 63,24 m    | 65,72 m    | 65,72 m |
| NM    | Dominique Béchard   | Mauritius      | x          | x          | x          | ogV     |

## Finale
Datum: 6. August 1984
| Platz | Name              | Nation         | 1. Versuch | 2. Versuch | 3. Versuch | 4. Versuch                             | 5. Versuch                             | 6. Versuch                             | Endresultat |
| ----- | ----------------- | -------------- | ---------- | ---------- | ---------- | -------------------------------------- | -------------------------------------- | -------------------------------------- | ----------- |
| 1     | Juha Tiainen      | Finnland       | 70,56 m    | 72,64 m    | 78,08 m    | 74,54 m                                | 75,26 m                                | 75,82 m                                | 78,08 m     |
| 2     | Karl-Hans Riehm   | BR Deutschland | 73,68 m    | 74,70 m    | 77,98 m    | x                                      | 76,46 m                                | x                                      | 77,98 m     |
| 3     | Klaus Ploghaus    | BR Deutschland | 75,48 m    | 75,96 m    | 72,16 m    | 75,18 m                                | x                                      | 76,68 m                                | 76,68 m     |
| 4     | Orlando Bianchini | Italien        | 72,18 m    | 72,12 m    | 74,40 m    | 73,42 m                                | 75,94 m                                | 73,78 m                                | 75,94 m     |
| 5     | Bill Green        | USA            | x          | 72,68 m    | 74,76 m    | 67,70 m                                | 75,60 m                                | 72,12 m                                | 75,60 m     |
| 6     | Harri Huhtala     | Finnland       | 74,34 m    | 74,44 m    | 73,86 m    | 74,72 m                                | 73,10 m                                | 75,28 m                                | 75,28 m     |
| 7     | Walter Ciofani    | Frankreich     | x          | 71,86 m    | 73,46 m    | x                                      | 71,20 m                                | 68,86 m                                | 73,46 m     |
|       |                   |                |            |            |            |                                        |                                        |                                        |             |
| 8     | Robert Weir       | Großbritannien | 71,16 m    | x          | 72,62 m    | nicht im Finale der besten acht Werfer | nicht im Finale der besten acht Werfer | nicht im Finale der besten acht Werfer | 72,62 m     |
| 9     | Martin Girvan     | Großbritannien | x          | 72,32 m    | 68,00 m    | nicht im Finale der besten acht Werfer | nicht im Finale der besten acht Werfer | nicht im Finale der besten acht Werfer | 72,32 m     |
| NM    | Matthew Mileham   | Großbritannien | x          | x          | x          | nicht im Finale der besten acht Werfer | nicht im Finale der besten acht Werfer | nicht im Finale der besten acht Werfer | ogV         |
| NM    | Christoph Sahner  | BR Deutschland | x          | x          | x          | nicht im Finale der besten acht Werfer | nicht im Finale der besten acht Werfer | nicht im Finale der besten acht Werfer | ogV         |
| DOP   | Giampaolo Urlando | Italien        | 70,26 m    | 74,82 m    | x          | 73,14 m                                | 75,06 m                                | 75,64 m                                | 75,64 m     |

Für das Finale hatten sich zwölf Athleten qualifiziert. Zehn von ihnen hatten die geforderte Qualifikationsweite geschafft, zwei weitere Werfer – die Teilnehmer mit den nächstbesten Resultaten aus beiden Gruppen – kamen hinzu. Die drei Athleten aus der Bundesrepublik Deutschland sowie zwei Italiener, zwei Briten und zwei Finnen hatten das Finale erreicht. Ein Franzose und ein Werfer aus den USA komplettierten das Starterfeld. Jeder Teilnehmer hatte zunächst drei Versuche. Die besten acht Athleten konnten dann weitere drei Versuche absolvieren.
Der Olympiaboykott verhinderte den Start der Hammerwerfer aus den betreffenden Staaten, die in der Weltrangliste vorne lagen und die auch bei den Großveranstaltungen der letzten Jahre die führenden Positionen belegt hatten. Dazu gehörten die sowjetischen Athleten, hier vor allem Jurij Sjedych, zweifacher Olympiasieger (1976/1980) und Weltrekordler, sowie Sergei Litwinow, amtierender Weltmeister, die beiden Polen Zdzisław Kwaśny und Ireneusz Golda sowie auch Gunther Rodehau aus der DDR. Als Favoriten galten unter diesen Voraussetzungen der Finne Juha Tiainen und der bundesdeutsche Werfer Karl-Hans Riehm.
Klaus Ploghaus aus der Bundesrepublik Deutschland übernahm in der ersten Runde mit 75,48 m die Führung. Hinter ihm platzierte sich mit 74,34 m der Finne Harri Huhtala. Im zweiten Durchgang schob sich der später wegen Dopingvergehens disqualifizierte Italiener Giampaolo Urlando mit 74,82 m an Huhtala vorbei auf Platz zwei. Auch Riehm konnte mit 74,70 m an dem Finnen vorbeiziehen. Im dritten Versuch ging dann Tiainen mit 78,08 m in Führung, Riehm kam mit 77,98 m bis auf zehn Zentimeter heran. Ploghaus blieb damit auf Platz drei vor Urlando. Bis zum Ende des Wettkampfes änderte sich nichts mehr am Klassement. Juha Tiainen wurde Olympiasieger, Silber und Bronze gingen an Karl-Hans Riehm und Klaus Ploghaus.
Das Fehlen der Topathleten aus den Boykottstaaten machte sich im Endresultat deutlich bemerkbar. Es gab keinen Wurf über die 80-Meter-Marke, die Qualität der letzten Weltmeisterschaften wurde hier nicht erreicht.

## Video
- 1984 Olympic Games Men's Hammer Throw, youtube.com, abgerufen am 13. Januar 2018